# Dariusz Paraszczuk
Dariusz „Para” Paraszczuk – polski gitarzysta basowy, wokalista i autor tekstów.

## Kariera
Aktywność muzyczną rozpoczął w 1981 występując początkowo m.in. z muzykami grupy Stress. W 1985 dołączył jako basista do zespołu Excess – jednego z pierwszych w Polsce grających muzykę oi! (w składzie występowali również: gitarzysta „Czerwony” oraz perkusista „Kowboj”). Po jego rozpadzie „Para” rozpoczął współpracę z grupą Yanko. Z nią dokonał swoich pierwszych oficjalnych nagrań. Utwory Yanko pojawiły się na dwóch składankach: Cisza jest... nic się nie dzieje i Jarocin ’88. Na początku lat 90 rozpoczął współpracę z reaktywowanym wówczas zespołem Sedes. W tym okresie zaczął udzielać się w różnych projektach muzycznych, m.in. solowym ukrytym pod nazwą Para Wino (z gitarzystą Jarosławem „Jasiem” Kidawą i perkusistą Kubą Rutkowskim). Na tym etapie nagrywał z muzykami takimi jak: Anja Orthodox (Closterkeller), „Titus” (Acid Drinkers), „Peter” (Vader), „Siczka” (KSU), „Kacper” (Proletaryat) oraz „Siwy” (Defekt Muzgó).
Inne zespoły z którymi „Para” współpracował w przeciągu swojej kariery to m.in.: Szok, Patykiem Pisani, BTH/BBH, Teo Til, Sekta Blues Band, Zulu Land Natalu, Poerox, Celejbreation i The Krew.

## Dyskografia

### Sedes
- Wszyscy pokutujemy (1992)
- Sedes Muzgó – Live (1993)
- Live (1993)
- K.... jego mać (1993)
- Lekcja historii (2004)

### Para Wino
- Rozwód w Sedesie (1994)
- Charakteropatie (1994)
- P.W.D.A.R.N.P.Z. (1995) i reedycja CD (2003) dwupłytowy album wzbogacony o teledyski
- Zakazane kolędy (1995)
- Kolędy alternatywne (2003), CD zawiera również utwory z albumu Zakazane kolędy
- Punk Twoja Mać (2017)

### St. Omer
- St. Omer (2020)
- Higiena Umysłu (2021)

### Krzyki
- Wrocław Osiemdziesiąte (2022)
- The best Korekta (2023)

### Inne
- Zjednoczona Europa (1993) (Tomasz Wojnar, Dariusz Paraszczuk, Dariusz Biłyk)
- Okrutny świat, part I (1993) (Siczka & Para Wino)
- Bandid Rockin’ (Para Wino, Titus, Peter) (1993) i reedycja CD (2006)
- Punk Kolędy (1993) (Para Wino & Golden)
- Fogg Not Dead (1993) (Para Wino & Anja Orthodox)
- Punk Covery (1994) (Para Wino, Kacper, Peter)
- Pokolenie ’80 (1994) (Para Wino & Siwy)
- Okrutny świat, part II (1995) (Siczka & Para Wino)

### Kompilacje
- Upór, przekora, szczery animusz, i ślepa... i ślepa wia... i ślepa wiara (1996) (zespoły związane z D. Paraszczukiem 1981–1985)
- Wiara, premedytacja, fałszywe kroki i wyrafinowanie (1996) (zespoły związane z D. Paraszczukiem 1986–1990)
- Wyrafinowana zdrada, fałsz, upadek moralny, otrzeźwienie i skrucha (1996) (zespoły związane z D. Paraszczukiem 1991–1995)

### Kompilacje różnych wykonawców
- Cisza jest... nic się nie dzieje (1988) – zespół: Yanko; utwór: „Czołgi Antoniego”
- Jarocin ’88 (1988) – zespół: Yanko; utwór: „Maku ja nie sieję”
- Punk Orkiestry Stanu Wojennego (1994) – zespoły: Mechaniczna Pomarańcza, Dziennik Telewizyjny, Twarz Pedała, Patykiem Pisani